# Тако, тако, само тако
Тако, тако, само тако је други студијски албум Милоша Бојанића издат 1985. године у издању издавачке куће ПГП РТБ.

## Списак песама
| №  | Назив                          | Трајање |  |
| 1. | Тако, тако, само тако          |         |  |
| 2. | Суди ми, суди                  |         |  |
| 3. | Буди, буди само ноја           |         |  |
| 4. | Кад бих имʼо шуме и ливаде     |         |  |
| 5. | Кад би знали како ми је        |         |  |
| 6. | Другар варалица                |         |  |
| 7. | Љубомора                       |         |  |
| 8. | Не враћам се двапут на почетак |         |  |